# Estelle Cascarino
Estelle Cascarino (født 5. februar 1997) er en kvindelig fransk fodboldspiller, der spiller angreb for Paris Saint-Germain i Division 1 Féminine og Frankrigs kvindefodboldlandshold. Hun har tidligere spillet for Olympique Lyonnais Féminin,Paris FC, Bordeaux og Manchester United.
Hun fik sin officielle debut på det franske landshold i oktober 2017 i en venskabskamp mod Ghana. Hun blev første gang udtaget til VM i fodbold 2023 i Australien/New Zealand.
Hun er tvillingesøster til landsholdsspilleren Delphine Cascarino, der er midtbanespiller for Olympique Lyonnais Féminin. Hendes far er italiensk, mens moren er fra Guadeloupe.